# Ossi Runne

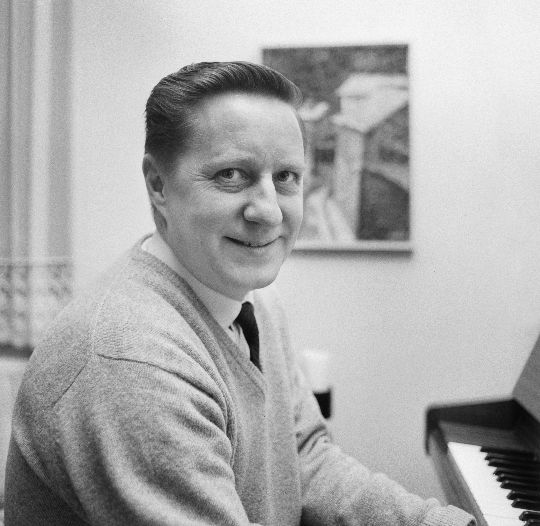
Ossi Runne 1966

Ossi Runne (* 23. April 1927 in Viipuri, Provinz Wiborg, Finnland als Yrjö Osvald Rundberg; † 5. November 2020 in Helsinki) war ein finnischer Trompeter, Komponist und Dirigent. Er dirigierte von 1966 bis 1989 fast durchgehend den finnischen Beitrag beim Eurovision Song Contest.

## Leben
Runne wurde 1927 in Viipuri in der damaligen gleichnamigen finnischen Provinz geboren. 1930 löste sich seine Familie von ihrem schwedischen Namen „Rundberg“ und benannte sich in „Runne“ um. Sein Vater war Konditor und Akkordeonist in mehreren Amateurbands. Runnes Mutter war Mitglied in mehreren Chören. Auf ihr Betreiben wurde Runne 1935 Schüler der örtlichen Musikakademie, wo er vier Jahre lang Geige studierte. Am 30. November 1939 wurde das Haus der Familie durch den sowjetischen Angriff zu Beginn des Winterkriegs zerstört, wodurch Runne auch sein Instrument verlor. Nachdem Runnes Vater und Bruder zum Kriegsdienst einberufen wurden, suchten er und seine Mutter Zuflucht bei Verwandten. Runne habe erst nach dem Fall des Eisernen Vorhangs Viipuri mehrmals besucht. Nach dem Winterkrieg ließ sich die Familie in Helsinki nieder, wo er die Grundschule besuchte.
Da sich seine Familie die weitere Schulbildung ihres Sohnes nicht leisten konnte, wandte er sich an seinen Onkel, welcher Mitglied der Militärkapelle der Verteidigungskräfte Finnlands, der Kaartin Soittokunta war. Laut Runne habe sich die Aufnahme als relativ einfach erwiesen, wobei er sofort aufgenommen wurde. Während er am Unterricht der Kapelle teilnahm, konnte er sein Violinstudium an der Sibelius-Akademie fortführen, welches er allerdings aufgrund seines Lehrers nach einiger Zeit wieder aufgab. Für die Militärkapelle spielte Runne die Trompete, welche er sich nach eigenen Angaben nicht selbst aussuchte, sondern ihm vom Dirigenten Artturi Rope gegeben wurde. Das Studium dauerte zwölf Jahre. 1940 spielte er mit seiner Kapelle im Olympiastadion Helsinki. Ein Jahr später wurde er in das Musikkorps aufgenommen, welches vor allem auf Paraden und Bestattungen spielte.
Nach dem Waffenstillstand zwischen Finnland und der Sowjetunion 1944 gründete er mit dem Akkordeonisten Matti Viljanen und Pianisten Jaakko Salo sowie zwei weiteren Personen ein Quintett, welches auf Tanzmusik spezialisiert war. Durch den Kontakt mit Zivilmusikern kam er mit der Musik von Louis Armstrong in Kontakt und erlernte seinen Stil. 1945 nahm er als Teil eines Ensembles erstmals Musik für Tanzmusik auf und schloss sich dem Tanzorchester von Ossi Aalto an, wobei er gleichzeitig die Militärkapelle verließ. Dies sei auch aus finanziellen Gründen geschehen. Die amerikanischen Einflüsse durch Bebop fanden beim Publikum keinen Anklang, weshalb sich das Orchester weiter auf Tanzmusik spezialisierte. In den Folgejahren war er Mitglied verschiedener Bands.
1954 coverte er auf Anfrage des Labels Scandia Records den Titel Song Of the Golden Trumpet von Eddie Calvert, da dieser Titel oft im Radio gespielt, jedoch nicht in Finnland vermarktet wurde. Runne wurde aufgefordert, das Stück genauso zu spielen wie in Calverts Aufnahme. Der Titel erschien in Finnland unter dem Namen Kultaisen trumpetin laulu.
1955 wurde Runne der Dirigent des Stockholmer China-Theatre-Orchester, obwohl das Theater ursprünglich nur nach einem Trompeter gesucht hatte. Obwohl man ihn wenige Stunden Dirigieren in der Militärkapelle unterrichtet hatte, habe er zu diesem Zeitpunkt noch kaum Erfahrungen gehabt. Aufgrund seiner Frau Kaarina, die er 1956 heiratete, kehrte er zurück nach Helsinki. Dort gründete er eine Band, für welche er die meisten Arrangements schrieb. Der Sänger Olavi Virta gehörte bis 1962 der Band an und wurde danach durch Marion Rung ersetzt.
Gleichzeitig arbeitete Runne als Dirigent und Produzent für das finnische Label Fazer Records. Dort arbeitete er unter anderem mit Eila Pellinen und Tamara Lund. Für das Internationale Schlagerfestival der Ostseeländer 1967 steuerte er den Titel Leg mir keine Edelsteine in den Weg (Text: Gerd Halbach) von Anita Hirvonen bei.
1966 wurde er Dirigent und musikalischer Koordinator bei Yleisradio. Dort war er unter anderem für das Schreiben von Arrangements und das Zusammenstellen von Orchestern zuständig. Bei Fernsehauftritten dirigierte er in der Regel. Des Weiteren schrieb er die Musik zu verschiedenen Fernsehfilmen und Serien. Gleichzeitig schrieb er weiter Popmusik und lehrte über zehn Jahre Trompete am Konservatorium von Oulunkylä. 1990 beendete er diese Tätigkeit. Sein Nachfolger wurde Olli Ahvenlahti. Als einer der ersten Kulturschaffenden aus der Branche der Unterhaltungsmusik wurde Runne von der Alfred-Kordelin-Stiftung ausgezeichnet.
Runne bekam mit seiner Frau Kaarina seine Tochter Tiina und hatte zwei Enkel. Er starb am 5. November 2020 nach längerer Krankheit in Helsinki.

## Eurovision Song Contest
Hinter Noel Kelehan und Franck Pourcel mit jeweils 29 und 23 Einsätzen leitete Ossi Runne bei insgesamt 22 Anlässen das Orchester beim Eurovision Song Contest. Bei seinem ersten Auftritt 1966 komponierte er außerdem den finnischen Beitrag selbst. Der Titel mit dem Namen Playboy wurde von Ann Christine gesungen und erreichte den geteilten zehnten Platz. Dass Runne seinen eigenen Titel dirigierte, sei Zufall gewesen, da er ihn bereits im Winter 1965 bei Yleisradio einreichte und er noch nicht beim Rundfunk angestellt war. Dies hätte eine Teilnahme an der Vorentscheidung verboten. 1981 wurde das Orchester auf Vorschlag des finnischen Rundfunks von Henrik Otto Donner dirigiert. Runne war in diesem Jahr der finnische Delegationsleiter sowie Kommentator. Sein letzter Auftritt war 1989, als er den Titel La Dolce Vita von Anneli Saaristo dirigierte.
Zusätzlich war Runne Teil eines internen Komitees, welches die Vorauswahl für die finnische Vorentscheidung traf.